# OMAJINAI★Perori
Singles de Perfume (groupe)
Kareshi Boshūchū
(2002)
OMAJINAI★Perori (OMAJINAI★ペロリ) est le 1er single du groupe de J-pop Perfume. Ce single n'a été vendu que dans leur ville natale, Hiroshima, et est donc un single rare et particulièrement recherché.

## Membres
- Yuka Kashino (樫野 有香?)
- Ayaka Nishiwaki (西脇 綾香?)
- Ayano Ōmoto (大本 彩乃?)

## Pistes
Toutes les paroles sont écrites par Kyōko Koizumi, toute la musique est composée par Kawai Papparaa.
| No | Titre                                                                    | Durée |
| -- | ------------------------------------------------------------------------ | ----- |
| 1. | OMAJINAI★Perori (OMAJINAI★ペロリ)                                        |       |
| 2. | OMAJINAI★Perori (Original Karaoke) (OMAJINAI★ペロリ(オリジナルカラオケ)) |       |